# Campionati del mondo di atletica leggera 2009 - 1500 metri piani maschili
La competizione si è svolta su tre turni in tre giorni, con le batterie nelle serate del 15 agosto, le semifinali il 17 e la finale il 19.

## Podio
| #       | Atleta           | Nazionalità | Tempo   |
| ------- | ---------------- | ----------- | ------- |
| Oro     | Yusuf Saad Kamel | Bahrein     | 3'35"93 |
| Argento | Deresse Mekonnen | Etiopia     | 3'36"01 |
| Bronzo  | Bernard Lagat    | Stati Uniti | 3'36"20 |

## Situazione pre-gara

### Record
Prima di questa competizione, il record del mondo (WR) e il record dei campionati (CR) erano i seguenti.
| Record                | Prestazione | Atleta                     | Data                            | Competizione              |
| --------------------- | ----------- | -------------------------- | ------------------------------- | ------------------------- |
| Record mondiale       | 3'26"00     | Hicham El Guerrouj Marocco | 14 luglio 1998 Roma, Italia     | Golden Gala 1995          |
| Record dei campionati | 3'27"65     | Hicham El Guerrouj Marocco | 24 agosto 1999 Siviglia, Spagna | Campionati del mondo 1999 |

### Campioni in carica
I campioni in carica, a livello mondiale e continentale, erano:
| Campione | Atleta                    | Prestazione | Data                         | Competizione                |
| -------- | ------------------------- | ----------- | ---------------------------- | --------------------------- |
| Olimpico | Rashid Ramzi Bahrein      | 3'32"94     | 19 agosto 2008 Pechino, Cina | Giochi della XXIX Olimpiade |
| Mondiale | Bernard Lagat Stati Uniti | 3'34"77     | Osaka, Giappone              | Campionati del mondo 2007   |
| Europeo  | Mehdi Baala Francia       | 3'39"02     | Göteborg, Svezia             | Campionati europei 2006     |

### La stagione
Prima di questa gara, le atlete con le migliori tre prestazioni dell'anno erano:
| # | Atleta                        | Prestazione | Data                             |
| - | ----------------------------- | ----------- | -------------------------------- |
| 1 | Augustine Kiprono Choge Kenya | 3'29"47     | 14 giugno 2009 Berlino, Germania |
| 2 | Haron Keitany Kenya           | 3'30"20     | 14 giugno 2009 Berlino, Germania |
| 3 | Mehdi Baala Francia           | 3'30"96     | 28 luglio 2009 Monaco, Monaco    |

## 1º turno
Il primo turno si è svolto su quattro batterie, partite rispettivamente alle 18:15, 18:22, 18:29 e 18:36 UTC+2 di sabato 15 agosto 2009. L'accesso al turno di semifinale era riservato ai primi cinque classificati di ogni batteria (Q) e ai quattro atleti con i migliori tempi degli inizialmente esclusi, per un totale di 24 semifinalisti.
| #  | Batteria | Posizione | Atleta                   | Nazionalità        | Tempo   | Note |
| -- | -------- | --------- | ------------------------ | ------------------ | ------- | ---- |
| 1  | 4        | 1         | Deresse Mekonnen         | Etiopia            | 3'37"04 | Q    |
| 2  | 4        | 2         | Haron Keitany            | Kenya              | 3'37"13 | Q    |
| 3  | 4        | 3         | James Brewer             | Regno Unito        | 3'37"17 | Q    |
| 4  | 4        | 4         | Mohamed Moustaoui        | Marocco            | 3'37"34 | Q    |
| 5  | 4        | 5         | Yusuf Saad Kamel         | Bahrein            | 3'37"59 | Q    |
| 6  | 4        | 6         | Reyes Estévez            | Spagna             | 3'38"23 | q    |
| 7  | 4        | 7         | Nathan Brannen           | Canada             | 3'38"35 | q    |
| 8  | 4        | 8         | Dorian Ulrey             | Stati Uniti        | 3'38"86 | q    |
| 9  | 4        | 9         | Taoufik Makhloufi        | Algeria            | 3'40"04 | q    |
| 10 | 4        | 10        | Stefan Eberhardt         | Germania           | 3'40"05 |      |
| 11 | 2        | 1         | Asbel Kipruto Kiprop     | Kenya              | 3'41"42 | Q    |
| 12 | 2        | 2         | Bernard Lagat            | Stati Uniti        | 3'41"60 | Q    |
| 13 | 2        | 3         | Juan Carlos Higuero      | Spagna             | 3'41"77 | Q    |
| 14 | 2        | 4         | Rui Silva                | Portogallo         | 3'41"98 | Q    |
| 15 | 4        | 11        | Mounir Yemmouni          | Francia            | 3'42"06 |      |
| 16 | 2        | 5         | Peter van der Westhuizen | Sudafrica          | 3'42"33 | Q    |
| 17 | 2        | 6         | Anter Zerguelaine        | Algeria            | 3'42"37 |      |
| 18 | 2        | 7         | Thomas Chamney           | Irlanda            | 3'42"54 |      |
| 19 | 2        | 8         | Thomas Lancashire        | Regno Unito        | 3'42"68 |      |
| 20 | 1        | 1         | Mehdi Baala              | Francia            | 3'42"77 | Q    |
| 21 | 1        | 2         | Leonel Manzano           | Stati Uniti        | 3'42"87 | Q    |
| 22 | 1        | 3         | Abdalaati Iguider        | Marocco            | 3'42"88 | Q    |
| 23 | 1        | 4         | Jeffrey Riseley          | Australia          | 3'43"03 | Q    |
| 24 | 1        | 5         | Belal Mansoor Ali        | Bahrein            | 3'43"06 | Q    |
| 25 | 1        | 6         | Arturo Casado            | Spagna             | 3'43"21 |      |
| 26 | 1        | 7         | Mekonnen Gebremedhin     | Etiopia            | 3'43"22 |      |
| 27 | 1        | 8         | Christian Obrist         | Italia             | 3'43"41 |      |
| 28 | 4        | 12        | Tiidrek Nurme            | Estonia            | 3'43"73 |      |
| 29 | 1        | 9         | Hais Welday              | Eritrea            | 3'43"84 |      |
| 30 | 2        | 9         | Carsten Schlangen        | Germania           | 3'44"00 |      |
| 31 | 1        | 10        | Goran Nava               | Serbia             | 3'44"13 |      |
| 32 | 3        | 1         | Augustine Kiprono Choge  | Kenya              | 3'44"73 | Q    |
| 33 | 3        | 2         | Amine Laalou             | Marocco            | 3'44"75 | Q    |
| 34 | 2        | 10        | Ryan Gregson             | Australia          | 3'44"79 |      |
| 35 | 3        | 3         | Lopez Lomong             | Stati Uniti        | 3'44"89 | Q    |
| 36 | 3        | 4         | Andrew Baddeley          | Regno Unito        | 3'45"23 | Q    |
| 37 | 3        | 5         | Henok Legesse            | Etiopia            | 3'45"63 | Q    |
| 38 | 3        | 6         | Tarek Boukensa           | Algeria            | 3'45"65 |      |
| 39 | 3        | 7         | Kristof van Malderen     | Belgio             | 3'46"03 |      |
| 40 | 3        | 8         | Yoann Kowal              | Francia            | 3'46"42 |      |
| 41 | 3        | 9         | Johan Cronje             | Sudafrica          | 3'46"45 |      |
| 42 | 3        | 10        | Jeremy Roff              | Australia          | 3'47"08 |      |
| 43 | 2        | 11        | Abdalla Abdelgadir       | Sudan              | 3'47"78 |      |
| 44 | 1        | 11        | Mohammed Shaween         | Arabia Saudita     | 3'49"03 |      |
| 45 | 2        | 12        | Bayron Piedra            | Ecuador            | 3'49"60 |      |
| 46 | 3        | 11        | Mohamad Al-Garni         | Qatar              | 3'50"55 |      |
| 47 | 1        | 12        | Chauncy Master           | Malawi             | 3'50"73 |      |
| 48 | 3        | 12        | Álvaro Vásquez           | Nicaragua          | 3'55"06 |      |
| 49 | 4        | 13        | Víctor Martínez          | Andorra            | 4'02"10 |      |
| 50 | 2        | 13        | Hem Bunting              | Cambogia           | 4'08"64 |      |
| 51 | 1        | 13        | Abdallahi Nanou          | Mauritania         | 4'09"77 |      |
| 52 | 2        | 14        | Benjamín Enzema          | Guinea Equatoriale | 4'13"17 |      |
| 53 | 3        | 13        | Antoine Berlin           | Monaco             | 4'27"52 |      |
|    | 1        |           | Boampouguini Djigban     | Togo               | NF      |      |

## Semifinali
Le semifinali si sono svolte in due turni, partiti rispettivamente alle 20:10 e 20:19 UTC+2 di lunedì 17 agosto 2009. L'accesso alla finale era riservato ai primi cinque classificati di ogni turno di semifiniale (Q) e ai due atleti con i migliori tempi degli inizialmente esclusi, per un totale di 12 finalisti.
| #  | Semifinale | Posizione | Atleta                   | Nazionalità | Tempo   | Note                                     |
| -- | ---------- | --------- | ------------------------ | ----------- | ------- | ---------------------------------------- |
| 1  | 2          | 1         | Asbel Kipruto Kiprop     | Kenya       | 3'36"24 | Q                                        |
| 2  | 2          | 2         | Leonel Manzano           | Stati Uniti | 3'36"29 | Q                                        |
| 3  | 2          | 3         | Augustine Kiprono Choge  | Kenya       | 3'36"43 | Q                                        |
| 4  | 1          | 1         | Amine Laalou             | Marocco     | 3'36"68 | Q                                        |
| 5  | 1          | 2         | Lopez Lomong             | Stati Uniti | 3'36"75 | Q                                        |
| 6  | 1          | 3         | Bernard Lagat            | Stati Uniti | 3'36"86 | Q                                        |
| 6  | 2          | 4         | Deresse Mekonnen         | Etiopia     | 3'36"86 | Q                                        |
| 8  | 1          | 4         | Yusuf Saad Kamel         | Bahrein     | 3'36"87 | Q                                        |
| 8  | 2          | 5         | Belal Mansoor Ali        | Bahrein     | 3'36"87 | Q                                        |
| 10 | 2          | 6         | Mohamed Moustaoui        | Marocco     | 3'36"94 | q                                        |
| 11 | 1          | 5         | Mehdi Baala              | Francia     | 3'37"07 | Q                                        |
| 12 | 2          | 7         | Abdalaati Iguider        | Marocco     | 3'37"19 | q                                        |
| 13 | 1          | 6         | James Brewer             | Regno Unito | 3'37"27 |                                          |
| 14 | 1          | 7         | Juan Carlos Higuero      | Spagna      | 3'37"33 |                                          |
| 15 | 2          | 8         | Reyes Estévez            | Spagna      | 3'37"55 | Miglior prestazione personale stagionale |
| 16 | 1          | 8         | Henok Legesse            | Etiopia     | 3'37"79 |                                          |
| 17 | 2          | 9         | Taoufik Makhloufi        | Algeria     | 3'37"87 |                                          |
| 18 | 2          | 10        | Jeffrey Riseley          | Australia   | 3'38"00 |                                          |
| 19 | 2          | 11        | Andrew Baddeley          | Regno Unito | 3'38"23 |                                          |
| 20 | 1          | 9         | Nathan Brannen           | Canada      | 3'38"97 |                                          |
| 21 | 2          | 12        | Dorian Ulrey             | Stati Uniti | 3'39"33 |                                          |
| 22 | 1          | 10        | Peter van der Westhuizen | Sudafrica   | 3'40"00 |                                          |
| 23 | 1          | 11        | Rui Silva                | Portogallo  | 3'41"30 |                                          |
| -  | -          | 5         | Haron Keitany            | Kenya       | DNS     |                                          |

## Finale
La finale si è svolta alle 20:27 UTC+2 di mercoledì 19 agosto 2009.
| #       | Atleta                  | Nazionalità | Tempo   | Note |
| ------- | ----------------------- | ----------- | ------- | ---- |
| Oro     | Yusuf Saad Kamel        | Bahrein     | 3'35"93 |      |
| Argento | Deresse Mekonnen        | Etiopia     | 3'36"01 |      |
| Bronzo  | Bernard Lagat           | Stati Uniti | 3'36"20 |      |
| 4       | Asbel Kipruto Kiprop    | Kenya       | 3'36"47 |      |
| 5       | Augustine Kiprono Choge | Kenya       | 3'36"53 |      |
| 6       | Mohamed Moustaoui       | Marocco     | 3'36"57 |      |
| 7       | Mehdi Baala             | Francia     | 3'36"99 |      |
| 8       | Lopez Lomong            | Stati Uniti | 3'37"62 |      |
| 9       | Belal Mansoor Ali       | Bahrein     | 3'37"72 |      |
| 10      | Amine Laalou            | Marocco     | 3'37"83 |      |
| 11      | Abdalaati Iguider       | Marocco     | 3'38"35 |      |
| 12      | Leonel Manzano          | Stati Uniti | 3'40"05 |      |